# Ирак на летних Олимпийских играх 2012
Ирак принимал участие в летних Олимпийских играх 2012 года, которые проходили в Лондоне (Великобритания) с 27 июля по 12 августа, где его представляли 8 спортсменов в семи видах спорта. На церемонии открытия Олимпийских игр флаг Ирака нёс бегун Дана Абдул Разак, а на церемонии закрытия — борец Али Надим.
На летних Олимпийских играх 2012 Ирак не сумел завоевать ни одной олимпийской медали. На этой Олимпиаде спортсмен из Ирака впервые участвовал в соревнованиях по стрельбе из лука.

## Состав и результаты

### Бокс
Мужчины
| Соревнование | Спортсмены       | 1/16 финала          | 1/8 финала           | Четвертьфинал        | Полуфинал            | Финал                | Место |
| Соревнование | Спортсмены       | Соперник Результат   | Соперник Результат   | Соперник Результат   | Соперник Результат   | Соперник Результат   | Место |
| ------------ | ---------------- | -------------------- | -------------------- | -------------------- | -------------------- | -------------------- | ----- |
| до 69 кг     | Ахмед Абдулкарим | RSAС. Лусизи П 13:17 | Завершил выступление | Завершил выступление | Завершил выступление | Завершил выступление | 17    |

### Борьба
Мужчины
Греко-римская борьба
| Соревнование | Спортсмены | 1/16 финала              | 1/8 финала           | Четвертьфинал        | Полуфинал            | Финал                | Место |
| Соревнование | Спортсмены | Соперник Результат       | Соперник Результат   | Соперник Результат   | Соперник Результат   | Соперник Результат   | Место |
| ------------ | ---------- | ------------------------ | -------------------- | -------------------- | -------------------- | -------------------- | ----- |
| до 120 кг    | Али Надим  | IRIБ. Бабаджанзаде П 0:3 | Завершил выступление | Завершил выступление | Завершил выступление | Завершил выступление | 17    |

### Лёгкая атлетика
Мужчины
Беговые виды
| Соревнование | Спортсмены        | Отборочный раунд | Отборочный раунд | Отборочный раунд | Полуфинал            | Полуфинал            | Полуфинал            | Финал                | Финал                |
| Соревнование | Спортсмены        | Забег            | Результат        | Место            | Забег                | Результат            | Место                | Результат            | Место                |
| ------------ | ----------------- | ---------------- | ---------------- | ---------------- | -------------------- | -------------------- | -------------------- | -------------------- | -------------------- |
| 800 метров   | Аднан Таесс Аккар | 6                | 1:47,83          | 5                | Завершил выступление | Завершил выступление | Завершил выступление | Завершил выступление | Завершил выступление |

Женщины
Беговые виды
| Соревнование | Спортсмены       | Отборочный раунд | Отборочный раунд | Отборочный раунд | Четвертьфинал | Четвертьфинал | Четвертьфинал | Полуфинал             | Полуфинал             | Полуфинал             | Финал                 | Финал                 |
| Соревнование | Спортсмены       | Забег            | Результат        | Место            | Забег         | Результат     | Место         | Забег                 | Результат             | Место                 | Результат             | Место                 |
| ------------ | ---------------- | ---------------- | ---------------- | ---------------- | ------------- | ------------- | ------------- | --------------------- | --------------------- | --------------------- | --------------------- | --------------------- |
| 100 метров   | Дана Абдул Разак | 1                | 11,91            | 2 Q              | 5             | 11,81         | 8             | Завершила выступление | Завершила выступление | Завершила выступление | Завершила выступление | Завершила выступление |

### Плавание
Мужчины
| Соревнование           | Спортсмены         | Отборочный раунд | Отборочный раунд | Полуфинал            | Полуфинал            | Финал                | Финал                |
| Соревнование           | Спортсмены         | Результат        | Место            | Результат            | Место                | Результат            | Место                |
| ---------------------- | ------------------ | ---------------- | ---------------- | -------------------- | -------------------- | -------------------- | -------------------- |
| 100 метров баттерфляем | Моханад Аль-Аззави | 1:00,71          | 42               | Завершил выступление | Завершил выступление | Завершил выступление | Завершил выступление |

### Стрельба
Женщины
| Соревнование                       | Спортсмены    | Квалификация | Квалификация | Финал                 | Финал                 |
| Соревнование                       | Спортсмены    | Очки         | Место        | Очки                  | Место                 |
| ---------------------------------- | ------------- | ------------ | ------------ | --------------------- | --------------------- |
| Пневматический пистолет, 10 метров | Нур Аль-Амери | 360          | 46           | Завершила выступление | Завершила выступление |

### Стрельба из лука
Женщины
| Соревнование              | Спортсмены         | Квалификация | Квалификация | 1/32 финала           | 1/16 финала           | 1/8 финала            | Четвертьфинал         | Полуфинал             | Финал                 | Место |
| Соревнование              | Спортсмены         | Очки         | Место        | Соперник Результат    | Соперник Результат    | Соперник Результат    | Соперник Результат    | Соперник Результат    | Соперник Результат    | Место |
| ------------------------- | ------------------ | ------------ | ------------ | --------------------- | --------------------- | --------------------- | --------------------- | --------------------- | --------------------- | ----- |
| Индивидуальное первенство | Ранд Аль-Машхадани | 498          | 64           | KORКи Бо Бэ (1) П 0:6 | Завершила выступление | Завершила выступление | Завершила выступление | Завершила выступление | Завершила выступление | 33    |

### Тяжёлая атлетика
Мужчины
| Соревнование | Спортсмены         | Рывок     | Рывок | Толчок    | Толчок | Всего | Место |
| Соревнование | Спортсмены         | Результат | Место | Результат | Место  | Всего | Место |
| ------------ | ------------------ | --------- | ----- | --------- | ------ | ----- | ----- |
| до 85 кг     | Сафаа Аль-Джумаили | 150       | 15    | 195       | 12     | 345   | 13    |